# Efecto térmico de memoria (polímeros)
El efecto unidireccional de memoria térmicamente inducido es un efecto clasificado dentro de los nuevos materiales llamados inteligentes. Los polímeros con efecto térmico de memoria son materiales nuevos, cuyas aplicaciones recientemente están siendo estudiadas en los diferentes campos de la ciencia (por ejemplo, en medicina), en comunicaciones y entretenimiento.
Actualmente existen sistemas reportados y comercialmente utilizados. Sin embargo, la posibilidad de programar otros polímeros está presente, debido a la cantidad de copolímeros que se pueden diseñar: las posibilidades son casi infinitas.

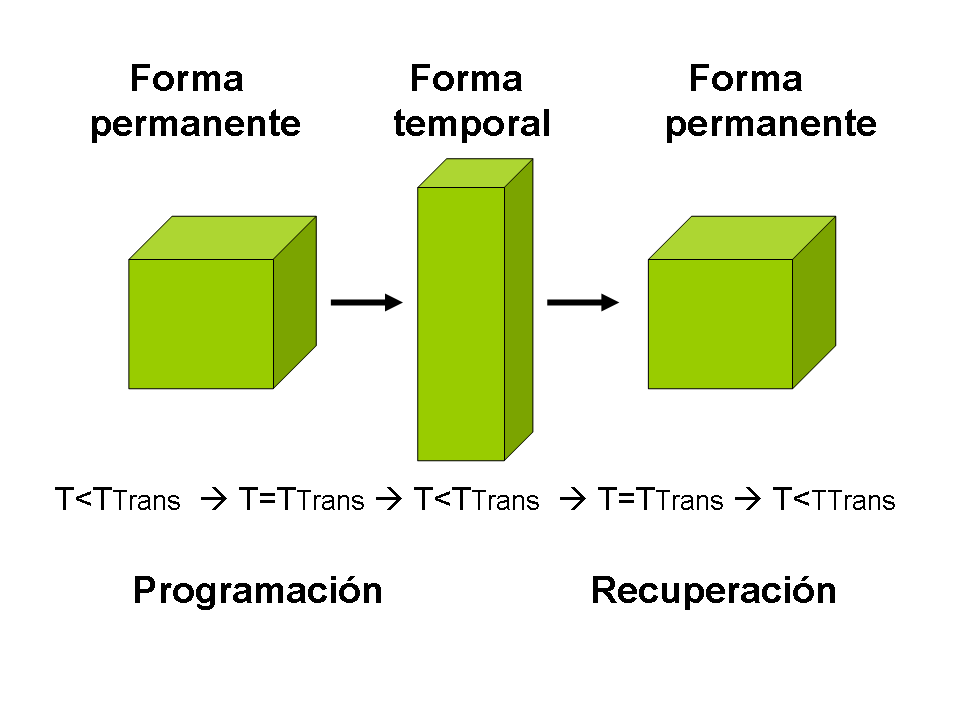
Esquema general del efecto de memoria térmicamente inducido en polímeros.

## Generalidades
Los polímeros con efecto térmico de memoria son aquellos polímeros que responden a estímulos externos y debido a esto tienen la capacidad de cambiar su forma. El efecto de memoria térmicamente inducido resulta de la combinación de un procesamiento adecuado y la programación del sistema.
Este efecto se puede observar en polímeros con una composición química muy diferente, lo cual abre una gran posibilidad de aplicaciones.

### Descripción del efecto en polímeros
En el primer paso los polímeros son procesados por medio de técnicas comunes, como inyección o extrusión, termoconformado, a una temperatura (TAlta) a la cual el polímero funde, obteniendo una forma final que se llama forma "permanente".
Al siguiente paso se le llama programación del sistema e incluye el calentamiento de la muestra hasta alcanzar una temperatura de transición (TTrans). A esa temperatura el polímero es deformado, alcanzando una forma llamada "temporal". Inmediatamente después se hace descender la temperatura de la muestra.
El paso final del efecto incluye la recuperación de la forma permanente. Se calienta la muestra hasta la temperatura de transición (TTrans) y en poco tiempo se observa la recuperación de la forma permanente.
Este efecto no es una propiedad natural del polímero, sino que resulta de una adecuada programación del sistema con la química adecuada.
Para que un polímero presente este efecto es necesario que posea dos componentes a nivel molecular: enlaces (químicos o físicos) para determinar la forma permanente y segmentos "disparadores" con una TTrans para fijar la forma temporal.

#### Características del efecto en polímeros
- Los metales presentan un efecto de memoria bidireccional, manteniendo una forma en cada temperatura. Los polímeros recuperan su forma una sola vez.
- Los polímeros pueden modificar su forma con elongaciones de hasta 200% mientras que los metales tienen un máximo de 8-10% de elongación.
- La recuperación en metales y cerámicas involucra un cambio en la estructura cristalina, mientras que la recuperación en polímeros se debe a la acción de fuerzas entrópicas y puntos de anclaje.
- Los polímeros pueden diseñarse de acuerdo a la aplicación deseada, pueden ser: biodegradables, ser sistemas de liberación de drogas (medicinales), antibacteriales, etc.
- La temperatura de transición se diseña con los segmentos "disparadores" lo que hace más fácil el ajuste de temperatura que en cerámicas, ya que éstas dependen de cantidades equiatómicas.

#### Funcionamiento
Primero debe tenerse en cuenta que el primer mecanismo inelástico de estos polímeros es la movilidad de las cadenas y el rearreglo conformacional de los grupos. Después ha de distinguirse el efecto en polímeros semicristalinos y amorfos. En ambos casos han de crearse puntos de anclaje que actúen como "disparador" del efecto. En el caso de polímeros amorfos, éstos serán los nudos o "enredos" de las cadenas y en los semi-cristalinos serán los cristales mismos quienes formen estos puntos de anclaje.
Al modificar la forma del material pasando un mínimo estrés crítico, las cadenas se deslizan y se crea una estructura metaestable, que incrementa la organización y el orden de las cadenas (menor entropía), cuando la carga de deformación es eliminada, los puntos de anclaje proporcionan un mecanismo de almacenamiento para los estreses macroscópicos en forma de pequeños estreses localizados y en el decremento de la entropía.
En el estado vítreo los movimientos de rotación de las moléculas están congelados e impedidos, al incrementar la temperatura y alcanzar el estado ahulado, estos movimientos se descongelan y rotaciones y relajaciones ocurren, las moléculas toman la forma que entrópicamente les es más favorable, la de menor energía. A estos movimientos se les llama proceso de relajación y la formación de "cuerdas aleatorias" para eliminar estreses es llamada pérdida de memoria.
Un polímero presentará el efecto de memoria si es susceptible de ser estabilizado en un estado de deformación dado, evitando que las moléculas se deslicen y recuperen su forma de mayor entropía (menor energía). Esto se puede lograr casi por completo por medio de la creación de reticulación o entrecruzamientos, estos nuevos enlaces actúan como anclas y evitan la relajación de las cadenas, los puntos de anclaje pueden ser físicos o químicos.

#### Comparación con metales y cerámicas
El efecto unidireccional de memoria fue observado por primera vez por Chand y Read en 1951 en una aleación de Oro-Cadmio y en 1963 Buehler describió este efecto para nitinol, que es una aleación equiatómica de Níquel-Titanio.
Este efecto en metales y cerámicas está basado en un cambio en la estructura cristalina, llamado transición martensítica de fases. La desventaja de estos materiales es que es una aleación equitaómica y desviaciones de 1% en la composición modifican la temperatura de transición aproximadamente en 100 K.
Algunos metales y cerámicas presentan el efecto bidireccionalmente, lo que quiere decir que a cierta temperatura se tiene una forma y esta puede cambiarse al cambiar la temperatura, más si la primera temperatura es recuperada, también la primera forma se recupera. Esto se logra entrenando el material para cada forma en cada temperatura.
Los metales y cerámicas con efecto bidireccional térmicamente inducido de memoria han tenido gran aplicación en implantes médicos, sensores, transductores, etc. Muchos presentan sin embargo un riesgo debido a su alta toxicidad.

### Fases presentes en el sistema
Para obtener el efecto, es necesario lograr una separación de fases, una de estas fases trabaja como el disparador para la forma temporal, utilizando una temperatura de transición que puede ser Tm o Tg y en este efecto se llama TTrans. Una segunda fase posee la temperatura de transición más alta y arriba de esta temperatura el polímero funde y se procesa por métodos convencionales.
La proporción de los elementos que forman la separación de fases regula en gran medida la temperatura de transición TTrans; esto es mucho más fácil de controlar que en las aleaciones metálicas.
Un ejemplo de esto es el copolímero de poli(óxido de etileno-etilentereftalato) (EOET). El segmento de politereftalato de etileno (PET) posee una Tg relativamente alta y su Tm se refiere comúnmente como el segmento "duro", mientras que el polióxido de etileno (PEO), posee una Tm y Tg relativamente bajas y se refiere como el segmento "blando". En el polímero final estos segmentos se separan en dos fases en el estado sólido. El PET tiene alto grado de cristalinidad y la formación de estos cristales prevén el flujo y reacomodo de las cadenas de PEO mientras se estiran a temperaturas mayores a su Tm.

## Experimentación

### Obtención del efecto

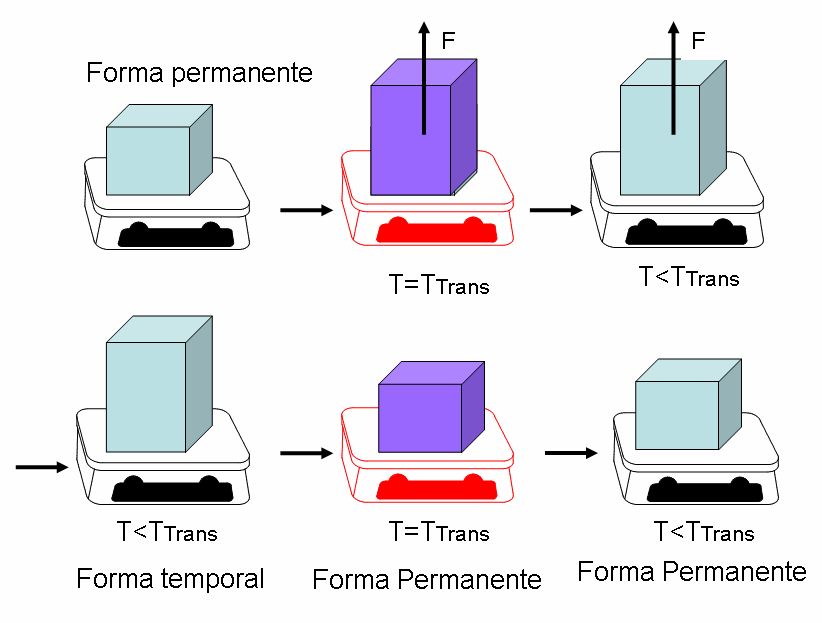
Pasos de la programación del sistema: 1. calentar hasta T_{Trans}, 2. deformar, 3. enfriar, 4. Calentar hasta T_{Trans}, 5. enfriar.

- Se puede obtener una muestra de polímero comercial, de pureza alta (sin reciclar) y con distribución de peso molecular conocida o sintetizar de acuerdo a los procedimientos estándares.
- Se deben caracterizar las propiedades comunes, como módulos elásticos, tan δ, cristalinidad, viscosidad, densidad.
- Se deben decidir los puntos de anclaje, físicos o químicos (enredos de cadenas, cristalinidad o vulcanización).

Si se desea entrecruzar con ligera vulcanización, deben tenerse en cuenta los métodos estandarizados para cada polímero. En el caso de PCO, por ejemplo, es un polímero sin efecto de memoria debido a que no presenta un claro "plateau" ahulado, al agregarse una cantidad mínima de peróxido (~1%) proporciona al PCO todos los requerimientos para presentar este efecto.
- 1. Se prepara por métodos convencionales una forma permanente libre de estrés con dimensiones conocidas.
- 2. Se programa el sistema, es decir se calienta hasta TTrans y a esa temperatura es modificada la forma aplicando presión o estrés. Luego es enfriado el material y finalmente la presión o el estrés es eliminado.
- 3. Tras calentar nuevamente la muestra hasta TTrans, los estreses son liberados y la forma permanente se recupera.

Algunos polímeros presentan fatiga primero que otros, por lo que cada sistema puede evaluarse con un simple experimento que consiste en programar el sistema 10 o 20 veces seguidas y medir la recuperación en % de recuperación y tiempo.

## Polímeros cristalizables
Los polímeros que pueden cristalizar son (con excepción del PP) garantía de obtención de este efecto, debido principalmente a su capacidad de ordenamiento, que se ve reflejado en la cristalinidad, los cristales tienen afinidad para sus elementos constituyentes y forman nuevos enlaces estos logran fuerzas de anclaje que dan estabilidad a la forma temporal.

### Cristalización, vulcanizado y propiedades finales
Para analizar el comportamiento de los cristales en este tipo de polímeros se utiliza la técnica de WAXS y DSC, estas técnicas ayudan a determinar que porcentaje del polímero son cristales y como están éstos organizados. Esto se debe a que la cristalinidad disminuye en la medida que aumenta el entrecruzamiento, dado que las cadenas pierden la capacidad de acomodo y el orden es indispensable para lograr la cristalinidad.
Un segundo problema presente al entrecruzar las moléculas es el fundir, ya que un exceso de entrecruzamiento modifica la molécula de tal manera que deja de fundir (semejante a un termoestable) y por lo tanto no se puede obtener la forma temporal.
El control del curado ya sea por ondas electromagnéticas o con peróxidos es muy importante ya que aumenta la TTrans y disminuye la cristalinidad, factores determinantes en el efecto de memoria.
En el caso de sistemas semicristalinos biocompatibles como poli(ε-caprolactona) y poli (n-butil acrilato), entrecruzados por fotopolimerización ha sido reportado que el comportamiento de cristalización es afectado por la rapidez de enfriamiento, como en cualquier otro polímero semicristalino, pero el calor de cristalización permanece independiente de la rapidez de enfriamiento.
La influencia del entrecruzamiento de las moléculas, la rapidez de enfriamiento y el comportamiento de cristalización son propios de cada sistema e imposibles de enumerar ya que las posibilidades de síntesis son casi infinitas.
Los polímeros cristalizables como oligo(ε-caprolactona) pueden tener segmentos amorfos como el poli (n-butil acrilato) y la proporción de peso molecular de cada uno determinan el comportamiento del sistema en la programación de la forma temporal y la recuperación a la forma permanente.

### Factores que influencian el efecto
- Peso molecular del polímero entrecruzado
- Peso molecular del polímero cristalizable
- Grado de entrecruzamiento
- Separación de fases
- Módulos de los polímeros originales y proporción en el copolímero
- Humedad (en polímeros susceptibles de degradación por humedad)
- Rapidez de enfriamiento

## Polímeros amorfos
Si el sistema polimérico es amorfo, entonces no se cuenta con los puntos de anclaje de la estructura cristalina y la única forma de asegurar la estabilidad de la forma temporal es por medio de los enredos de las cadenas (enredos físicos y no entrecruzamiento químico), además de la posibilidad de entrecruzamiento.

### Procesos de relajación
En el estado vítreo, los movimientos de los segmentos de cadenas largas están congelados, los movimientos de estos segmentos dependen de una temperatura de activación que lleva al polímero a un estado ahulado y elástico, la rotación sobre los enlaces de carbono y los movimientos de las cadenas ya no tienen impedimentos fuertes para acomodarse y adquirir la conformación que requiere menor energía, las cadenas entonces se "desenredan" formando cuerdas aleatorias, sin orden y por lo tanto con mayor entropía.
Si una muestra de polímero es estirada por poco tiempo en el rango elástico, al eliminar la carga, la muestra recuperará su forma original, pero si la carga permanece por un periodo suficientemente largo, las cadenas se reacomodan y la forma original no se recupera, el resultado es una deformación irreversible, también llamada proceso de relajación (en este caso: arrastramiento o en inglés creep).
Para conseguir que un polímero presente el efecto térmico de memoria, es necesario fijar con puntos de anclaje las cadenas para evitar estos procesos de relajación que modifican inelásticamente al sistema.

### Transición vítrea
Los polímeros amorfos no poseen una temperatura de cristalización (Tm) como los semicristalinos y presentan solamente una temperatura de transición vítrea (Tg). Esta influye decisivamente en el comportamiento de los sistemas de polímeros con memoria.
Es necesario tener en cuenta que un sistema de copolímeros cristalinos por sí solos puede resultar que el copolímero tratado con entrecruzamientos pierda su cristalinidad y sea prácticamente amorfo.
Un polímero amorfo depende del nivel de entrecruzamiento o el grado de polimerización, para presentar este efecto. En el caso del poli (norborneno) que es un polímero lineal, amorfo, con un contenido de 70 a 80% de uniones trans en productos comerciales, peso molecular aproximado de 3x106 g mol-1 y Tg aproximadamente de 35 a 45°C. Debido a que alcanza un grado de polimerización inusualmente alto, se puede confiar en los enredos de las cadenas como puntos de anclaje para lograr el efecto térmico de memoria. Por lo tanto este polímero depende únicamente de puntos de anclaje físicos. Cuando se calienta hasta Tg, el material cambia abruptamente de un estado rígido a un estado ahulado (se ablanda). Para conseguir el efecto, la forma debe modificarse rápidamente para evitar el reacomodo de los segmentos de las cadenas poliméricas e inmediatamente enfriar el material también con alta rapidez por abajo de Tg. Al calentar el material nuevamente hasta Tg se observará la recuperación de la forma original.

### Influencia de la estructura química
En el diseño de copolímeros para el efecto térmico de memoria es muy importante tener en cuenta que un ligero cambio en la estructura química (relaciones cis/trans, tacticidad, peso molecular, etc.) produce un cambio importante en el polímero con memoria. Un ejemplo es el copolímero de poli(metilmetacrilato-co-ácido metacrílico) o poli (MAA-co-MMA) comparado con poli (MAA-co-MMA)-PEG, donde PEG es la abreviatura de poli (etilenglicol) el cual forma complejos en el copolímero.
Los cambios en la morfología del material que incluye PEG proveen de efecto de memoria al copolímero, mostrando dos fases, la red tridimensional que proporciona una fase estable y la fase reversible formada por la parte amorfa de los complejos de PEG-PMAA. Los complejos muestran una gran capacidad de almacenamiento de módulo, por ello cuando se introduce en el copolímero un PEG de mayor peso molecular se observa un incremento en el módulo elástico, mayor módulo en el estado vítreo y mayor rapidez de recuperación.
Sus propiedades se pueden estudiar con las técnicas de calorimetría diferencial de barrido (DSC), difracción de rayos X de ángulo amplio (WAXD) y análisis mecánico diferencial (DMA) para determinar su arreglo fisicoquímico).

## Resumen
- Para que un polímero presente el efecto térmico de memoria, debe tener puntos de anclaje para la forma temporal y permanente. Estos pueden ser físicos (enredos de las cadenas, cristales) o químicos (entrecruzamiento químico, curado, vulcanización).
- Este efecto en polímeros depende de fuerzas entrópicas y no de transiciones martensíticas como los metales.
- Las propiedades físicas más importantes son: módulo elástico, rapidez de recuperación, estabilidad en la forma temporal.
- La temperatura de transición TTrans puede ser Tm o Tg o una mezcla de ambas.
- Todos los polímeros cristalinos (excepto por el PP) pueden presentar efecto térmico de memoria
- Los mecanismos inelásticos que decrementan el efecto son: degradación por humedad (para los polímeros sensibles a la humedad e.g. poliuretanos), desenredo de las cadenas, degradación de los enlaces que fijan la forma permanente o temporal.

## Aplicaciones
La mayoría de las aplicaciones de los polímeros que presentan este efecto son por ahora tan sólo sugerencias, se han propuesto múltiples posibilidades, sin embargo por ahora son pocas las utilizadas, siendo las más importantes los aparatos médicos y elementos automotrices, aunque el éxito más grande lo tiene el polietileno termoencogible, el cual es además una excepción en el paso de la programación, ya que se procesa de manera diferente.
Aplicaciones médicas
- Artículos para ortodoncia, como cables y espumas para intervenciones endovasculares
- Microelementos para sutura inteligente
- Agujas intravenosas que se ablandan en el cuerpo y aparatos para laparoscopia
- Sistemas de liberación de drogas
- Implantes degradables en el cuerpo para cirugías de invasión mínima
- Suelas internas de zapatos para necesidades especiales u ortopédicas y utensilios para personas con alguna discapacidad
- catéteres intravenosos.

Aplicaciones para la vida diaria
- Sellos para tubería y uniones ajustables, tuberías encogibles o ajustables
- Tableros reimprimibles para lenguaje Braille, publicidad reimprimible
- Láminas anticorrosivas ajustables
- Cabello para muñecas, juguetes, artículos para estilizado de cabello
- Artículos nuevos empacados en menor volumen y que cambian su forma al primer uso.
- Protecciones para vehículos automotrices, defensas.
- Uñas artificiales
- Textiles inteligentes